# Ephydatia
Genre
Synonymes
- Clypeatula Peterson & Addis, 2000
- Meyenia Carter, 1881
- Pleiomeyenia Mills, 1884
- Trachyspongilla Dybovsky, 1878

Ephydatia est un genre d'éponges de la famille des Spongillidae.

## Liste d'espèces
Selon World Register of Marine Species (13 mai 2016) :
- Ephydatia caatingae Nicacio & Pinheiro, 2015
- Ephydatia chileana Pisera & Sáez, 2003 †
- Ephydatia facunda Weltner, 1895
- Ephydatia fluviatilis (Linnaeus, 1759)
- Ephydatia fortis Weltner, 1895
- Ephydatia gutenbergiana (Müller, Zahn & Maidhoff, 1982) †
- Ephydatia japonica (Hilgendorf, 1882)
- Ephydatia kaiseri Rauff, 1926 †
- Ephydatia meyeni (Carter, 1849)
- Ephydatia millsii (Potts, 1888)
- Ephydatia muelleri (Lieberkühn, 1856)
- Ephydatia ramsayi (Haswell, 1883)
- Ephydatia robusta (Potts, 1888)
- Ephydatia subtilis Weltner, 1895
- Ephydatia syriaca Topsent, 1910